# سی‌اس‌اس تیزر
سی‌اس‌اس تیزر (به انگلیسی: CSS Teaser) یک کشتی بود که طول آن ۸۰ فوت (۲۴ متر) بود. این کشتی در سال ۱۸۶۲ ساخته شد.